# Góra (powiat jarociński)
Góra – wieś w województwie wielkopolskim, powiecie jarocińskim, gminie Jaraczewo, ok. 1000 mieszkańców, położona przy drodze krajowej nr 12 Łęknica – Leszno – Jarocin – Kalisz – Dorohusk. Zabudowania wsi ciągną się wzdłuż zbocza i podnóża północnej krawędzi Wysoczyzny Kaliskiej.
W latach 1975–1998 miejscowość administracyjnie należała do województwa kaliskiego.
Miejscowość jest siedzibą parafii Wniebowzięcia NMP. W strukturze kościoła rzymskokatolickiego parafia należy do metropolii poznańskiej, archidiecezji poznańskiej, dekanatu boreckiego.
Na wschodzi wsi znajduje się cmentarz parafialny.

## Historia
Góra ma długą historię potwierdzoną wykopaliskami archeologicznymi (groby skrzyniowe datowane na V-III w. p.n.e.). Dawna nazwa wsi brzmiała Lasocina Góra. Udokumentowane dzieje rozpoczynają się w 1324 r. Wieś należała kolejno do rodzin: Doliwów, Awdańców, Górskich, Konarskich, Dobrzyckich, Gajewskich. W 1835 r. została kupiona przez Eduarda von Mollarda. Przed I wojną światową koło wsi powstało lotnisko polowe. To właśnie z niego piloci wielkopolscy wspierali z powietrza powstanie śląskie.

## Kościół pw. Wniebowzięcia NMP
Pierwsza wzmianka o parafii w Górze pochodzi z 1393 r. ale niektóre źródła wzmiankują ją na XIII wiek. Dwa pierwsze kościoły były drewniane: pierwszy dotrwał do przełomu XVII i XVIII w., drugi wzniesiono około 1740 r.
Obecny kościół, murowany, późnoklasycystyczny wzniesiono w latach 1817-1830 z fundacji hrabiego Wiktora Szołdrskiego. Jest to budowla jednonawowa na rzucie prostokąta z wieżą w fasadzie zachodniej. Wewnątrz wydzielone prezbiterium, zamknięte półkoliście, sklepione konchowo. Wieża zwieńczona neobarokowym hełmem z 1928 r. Ołtarz główny w stylu rokoko z obrazem przedstawiającym scenę Wniebowzięcia Maryi Panny, a w okresie Wielkiego Postu – Pietę (obydwa z XVIII w). Uwagę przyciągają także rzeźby przedstawiające św. Franciszka Ksawerego i św. Antoniego z Padwy, pochodzące z 1720 r. Ołtarze boczne przedstawiają Chrystusa Nauczyciela i św. Józefa.
Obok kościoła znajduje się, ufundowany przez mieszkańców, kamienny pomnik poświęcony poległym w pierwszych walkach o wolność II Rzeczypospolitej latach (głównie w trakcie Powstania Wielkopolskiego) 1918-1920. Wystawiono go w 1924 roku, w 1940 roku został zniszczony przez hitlerowców i odbudowany dopiero w roku 1982.

## Pałac
W latach 1877–1878 architekt Paweł Rotger wzniósł w Górze dla Rudolfa Fischera von Mollarda pałac w stylu renesansu północnego, zwanego również „stylem królowej Anny”. Tynkowane elewacje uzupełnione zostały dekoracją z żółtych cegieł klinkierowych i niewielkimi szczytami na osi. Dach mansardowy, w narożach od strony północnej zostały umieszczone niskie ośmioboczne ryzality kryte dachami cebulastymi. Z boku znajduje się wieża kryta hełmem stożkowatym. Wewnątrz pałacu zachowały się drewniane kolumny i kasetony z ciemnego orzecha.
Po II wojnie światowej w pałacu mieściła się szkoła rolnicza, a od 1952 r. Dom Dziecka.

## Park krajobrazowy
W drugiej połowie XVIII w. założono park krajobrazowy o powierzchni 7,25 ha. Rośnie w nim wiele pomnikowych drzew, m.in.: trzy dęby o obwodach 355, 388 i 480 cm. W II połowie XIX w. park został przekomponowany, urządzono w nim trzy stawy. Park posiada ogrodzenie z końca XIX w.
Z dawnego zespołu dworskiego z pierwszej połowy XIX w. zachowały się m.in.: 
- oficyna z 1839 r. z piętrowym drewnianym ryzalitem i galerią balkonową;
- domek modrzewiowy, niegdyś przeznaczony dla ogrodnika (z ogródkiem skalnym i lapidarium fragmentów rzeźbiarskich);
- gorzelnia;
- spichlerz z 1840 r.;
- cztery czworaki z pierwszej połowy XIX w.;
- barokowa figurka św. Jana Nepomucena przy bramie wjazdowej.
- budynek szkoły z początków XX wieku (obecnie mieszczący oddział przedszkolny)

## Inne zabytki
Po południowej stronie wsi zachowały się zabudowania cegielni z II połowy XIX w. Na szczególną uwagę zasługuje okrągły piec, nad którym wznosi się komin o wzmocnionym cokole.
Dalej w kierunku południowym, znajduje się stacja kolejowa z zabytkowym budynkiem dworca z przełomu XIX i XX w. Został on wykonany z nietynkowanych cegieł, z wieżą, niskim skrzydłem technicznym i drewnianą werandą dla podróżnych.

## Urodzeni w Górze
- Franciszek Roguszczak – polski działacz polityczny i społeczny, publicysta, powstaniec śląski, założyciel Narodowej Partii Robotniczej na Śląsku, poseł na Sejm w II RP i Sejm Śląski[6].